# 名鉄東部観光バス
名鉄東部観光バス株式会社（めいてつとうぶかんこうバス、英文社名：MEITETSU TOHBU KANKO Co.,Ltd. ）は、かつて愛知県岡崎市大西町に所在したバス会社。貸切バス・乗合バス事業と旅行業を営んでいた。名鉄グループのバス事業再編による合併で名鉄観光バスとなった。
観光バス車両による貸切バスの運行が主だったが、愛知県蒲郡市内（一部路線は豊橋駅前まで）を走る「サンライズバス」の運行、名鉄バス岡崎営業所管内の一部路線の運行管理受託、碧南駅 - 吉良吉田駅 - 吉良高校間の「ふれんどバス」の運行管理受託などの路線バス運行、西尾駅（一部は蒲郡駅前）と中部国際空港を結ぶ空港連絡バスの運行をしていた。
なお、名鉄バス西尾営業所を引き継いだ「名鉄東部交通」は、西三河地方でタクシー・路線バス事業を営む会社で、当社とは別会社である。

## 歴史
ルーツは名鉄グループの岡崎観光自動車・三河交通・豊田観光の3社である。
- 岡崎観光自動車は、名古屋鉄道の貸切バス部門を地域毎に分離する形で1953年に設立された。
- 三河交通の前身である三河観光自動車は、中部観光自動車（現：鯱バス）から継承する形で1960年に名鉄グループ入りした。名古屋観光の系列となっていて、名鉄から見ると孫会社であった。
- 豊田観光は、トヨタ自動車などとの合弁で1967年に設立した貸切バス専業の会社であった。

1990年（平成2年）6月8日 - サンライズバスを設立。同年10月1日、名鉄バス蒲郡営業所（名古屋鉄道蒲郡自動車営業所）をサンライズバスへ移管し、蒲郡地区の乗合バス営業を担当することになる。これが名古屋鉄道のバス事業分社化の嚆矢となった。
1999年（平成11年）、名鉄グループのバス会社の再編が行われ、岡崎観光自動車と豊田観光が合併して名鉄東部観光バスとなる。また同年、同じ蒲郡地区の三河観光自動車とサンライズバスが合併、三河交通として乗合・貸切兼業とした。三河交通の路線バスは「サンライズバス」の名称を残したまま営業を行った。
さらに2003年（平成15年）、名鉄東部観光バスが三河交通を合併し、乗合・貸切兼業となった。
2008年（平成20年）2月25日、乗合バスの地域運行会社として名鉄バス東部を設立。同年7月1日、名鉄東部観光バスの貸切部門が名鉄観光バス（旧・岐阜名鉄観光）、名古屋観光日急、名鉄西部観光バスと合併して名鉄観光バスとなり、一般路線バスは名鉄バス東部の運行となった。

### 沿革
- 1953年（昭和28年）9月30日 - 岡崎観光自動車が設立。これが事業そのものの創立である。
- 1999年（平成11年）4月1日 - 名鉄グループの岡崎観光自動車と豊田観光が合併して名鉄東部観光バスとなる。
- 2003年（平成15年）5月1日 - 蒲郡市の三河交通（旧・三河観光バス、旧・サンライズバス）を統合する。
- 2008年（平成20年）
  - 1月4日 - 簡易株式交換により名古屋鉄道の完全子会社となる。
  - 2月25日 - 名鉄バスの100%出資により、名鉄バス東部株式会社を設立。
  - 7月1日 - 名鉄グループのバス事業再編により、貸切バス部門が名鉄観光バス（旧・岐阜名鉄観光）、名古屋観光日急、名鉄西部観光バスと合併して名鉄観光バス（新）となる。乗合バス部門は名鉄バス東部の運行となる。

以降の歴史については名鉄観光バス、名鉄バス東部を参照

## 営業所
- 本社営業所：愛知県岡崎市大西町字渕田19-1
- 豊田営業所：愛知県豊田市鴻ノ巣町1-8
- 蒲郡営業所：愛知県蒲郡市浜町77-2

## 路線バス

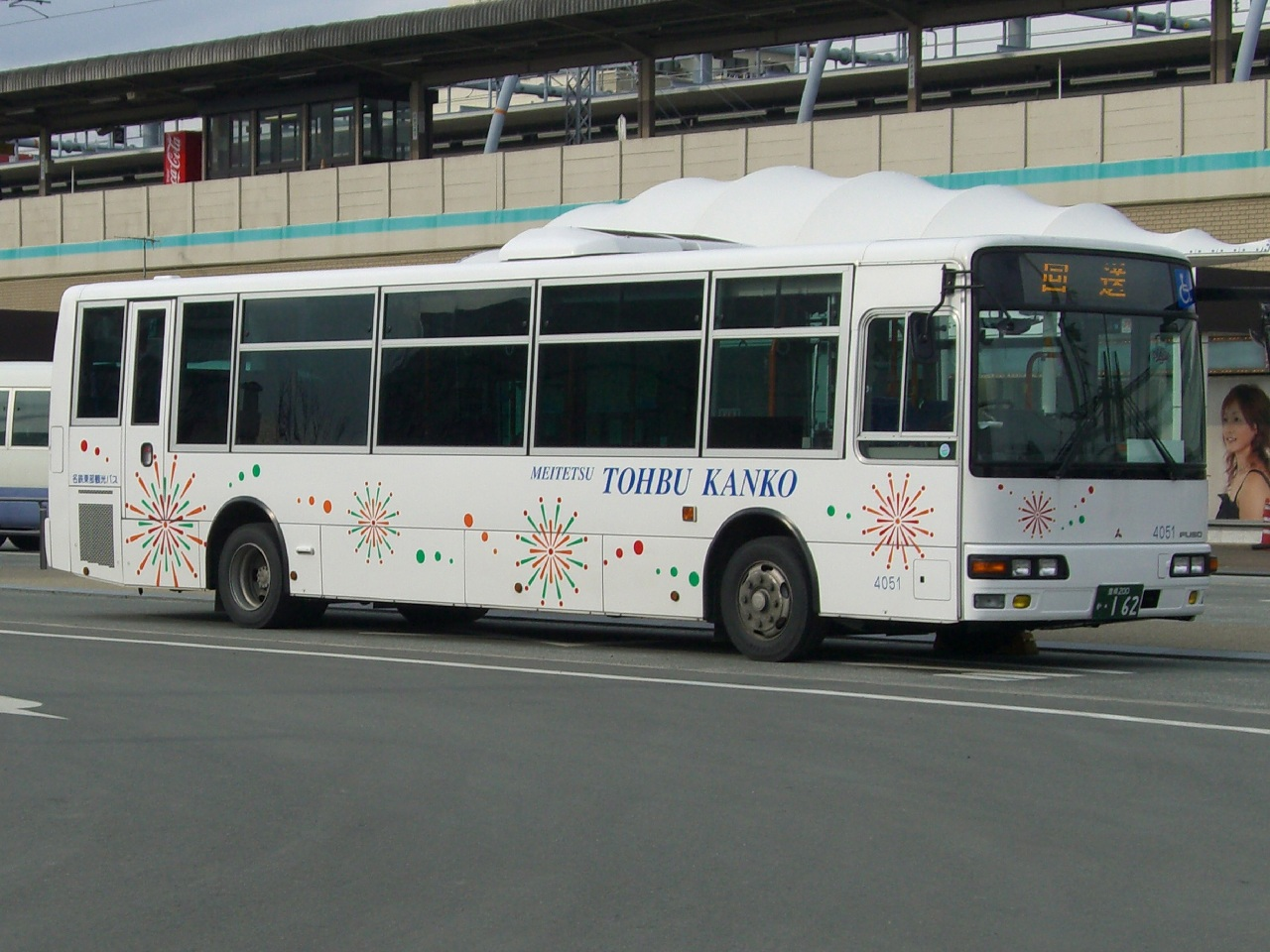
名鉄東部観光バス（サンライズバス）の一般路線車

### サンライズバス
サンライズバスは1990年（平成2年）に名古屋鉄道蒲郡営業所が分社化された際にできた名称である。1999年（平成11年）4月1日、三河観光バスへの吸収合併（合併後の社名は「三河交通」）、三河交通の名鉄東部観光バスに営業譲渡を経ても、蒲郡市内を走るバスの愛称として残されていた。豊橋駅を発着する路線もある。名鉄バス乗車券類やトランパスは使用できなかった。
下記に掲げる路線のルートは一例で、区間の乗り入れ、短縮折り返しがあった。
- 西浦病院循環線（西浦温泉前 - 蒲郡駅前 - 蒲郡市民病院前 - 蒲郡駅前 - 西浦温泉前）
- ラグーナ蒲郡線（蒲郡駅前 - ラグーナ蒲郡 - 三河大塚駅前）
- 豊橋線（豊橋駅前 - 三河大塚駅 - ラグーナ蒲郡 - 三谷温泉 - 蒲郡市民病院前 - 蒲郡駅前 - 西浦温泉前）
- 病院丸山線（蒲郡市民病院前 - 蒲郡駅前 - 三河三谷駅前 - 丸山住宅）
- 保健医療センター線（蒲郡駅前 - 保健医療センター前） - 平日のみ運行
- 前芝じゅんかん線（豊橋駅前 - 前芝 - 前芝ポンプ場 - 前芝 - 豊橋駅前）

### 名鉄バスからの受託路線
コミュニティバスを除き、トランパスが使用できた。

#### 本社営業所受託分
名鉄バス岡崎営業所
- 安城線（新安城 - 池浦 - 安城駅前 - 城南 - 安城更生病院）
- 安城線（新安城 - 池浦 - 安城駅前）…途中までなので、1日1本程度しかない。
- 岡崎・安城線（東岡崎 - 矢作 - 本郷 - 別郷 - 安城駅前）
- 岡崎・幸田線（東岡崎 - 芦池橋 - 岡崎駅前 - 上地 - 坂崎 - 大草 - 幸田駅前）
- 岡崎・幸田線（東岡崎 - 芦池橋 - 岡崎駅前 - 願成寺前 - 上地西 - ソニー）
- 岡崎・坂戸線（東岡崎 - 康生町 - 矢作橋 - 牧内 - 西岡崎駅）
- 岡崎・坂戸線（東岡崎 - 康生町 - 矢作橋 - 牧内 - 坂戸）
- 岡崎線（東岡崎 - 梅園学校前 - 橋目 - フタバ産業前）
- 中之郷線（岡崎駅西口 - 中之郷 - 上六名町 - 東岡崎）
- 竜美丘・日名町線（岡崎駅前 - 光ヶ丘 - 大西町 - 東岡崎）
- 竜美丘・日名町線（岡崎駅前 - 光ヶ丘 - 大西町 - 東岡崎 - 康生町 - 魚町 - 日名町）
- くらがり線（額田支所前 - 石原 - くらがり渓谷）
- くらがり線（額田支所前 - 宮崎出張所前 - 石原）
- 桜形線（東岡崎 - 康生町 - 市民病院 - 須渕 - 桜形）
- 桜形線（東岡崎 - 康生町 - 若宮町 - 市民病院）
- 大沼線（東岡崎 - 康生町 - 上米河内 - 大沼）
- 大沼線（東岡崎 - 康生町 - 岡崎北高前 - 上米河内）
- 大沼線（東岡崎 - 大樹寺 - 上米河内 - 大沼）

#### 豊田営業所受託分
以前は名鉄バス豊田営業所管内のみ行われていたが、名鉄グループの観光バス事業再編に伴い、2008年（平成20年）7月1日に名鉄観光バス（旧・名鉄岐阜観光）、名古屋観光日急、名鉄西部観光バスと合併し、新生名鉄観光バスとなったために行われなくなった。

#### 名鉄バス知立営業所管内
- 知立団地循環線（知立 - 知立団地 - 知立）
  - この路線は時間帯によって経路が変わっていた。全区間廃止。知立市コミュニティバスが代替となる。

#### 名鉄バス豊田営業所管内
以前は主に名鉄バス豊田営業所と共同運行していた。そのうち、名鉄バス矢並線・東山住宅線・九久平線・豊田東市内線は、名鉄東部観光バス豊田営業所が大半を運行していた。
名鉄バス
- 矢並線（豊田市 - 鞍ヶ池東 - 足助）
- 東山住宅線（豊田市 - 東山住宅 - 豊田市）
- 九久平線（豊田市 - 中垣内）
- 豊田東市内線（豊田市 - 五ヶ丘ニュータウン - 豊田市）
- 豊田東市内線（豊田市 - 豊田スタジアム - 五ヶ丘ニュータウン - 豊田スタジアム - 豊田市）
- 豊田東市内線（豊田市 - 古瀬間町）
- 豊田東市内線（豊田市 - 古瀬間墓園[休日のみ]）

とよたおいでんバス
- 小原・豊田線（豊田市 - 西中山 - 上仁木）
- 藤岡・豊田線（豊田市 - 西中山 - 藤岡中学校前）
- 旭・豊田線（豊田市 - 小渡）
- 豊田・渋谷線（豊田市 - 東山町5丁目）
- 保見・豊田線（豊田市 - 浄水駅 - 保見団地・乙部ヶ丘団地 - 浄水駅）
- 保見・豊田線（浄水駅 - 保見団地・乙部ヶ丘団地 - 浄水駅 - 豊田市）
- 保見・豊田線（浄水駅 - 保見団地・乙部ヶ丘団地 - 浄水駅）

### 空港バス
西尾空港線
- 蒲郡駅前 - 西尾駅 - 西尾文化会館北 - 中畑 - 下町 - 碧南中央駅 - 衣浦港湾会館 - 半田市役所前 - 住吉町駅 - 中部国際空港
  - 以上が全停留所で、空港への往路10本、空港からの復路9本を知多バスと共同運行していた。名鉄東部観光バスは往復5本を受け持ち、そのうちの往復2本が蒲郡駅発着であった。中部国際空港へ鉄道アクセスでは大回りとなる西三河南部から、衣浦トンネルや半田市内、セントレアラインを経由する空港特急バスだが、途中停留所相互間の乗降も可能であった。但し、先着順による座席定員制のため座席定員を超えての乗車は出来なかった。2005年（平成17年）2月17日の中部国際空港の開港と同時に運行を開始したが、知多バスの共同運行便も含めて、2009年（平成21年）4月1日付けで廃止された。トランパスや名鉄バスカードなどは使用できなかった。

### 市町村からの受託路線
ふれんどバス
- 碧南駅 - 毘沙門 - 平坂小南 - 平坂港前 - 寺津神社前 - 刈宿 - 一色高校西 - 大宝橋 - 松木島 - 吉良吉田駅 - 吉良高校
  - 名鉄バス東部へ引き継がれた。

### 廃止路線
- 市役所通線（西浦駅前 - 三ケ根駅前 - 蒲郡駅前 - 蒲郡市民病院前 - 三谷温泉前 - 丸山住宅）
  - 2008年（平成20年）3月31日廃止。代替路線として翌日から蒲郡市民病院前 - 蒲郡駅前 - 三河三谷駅前 - 丸山住宅を結ぶ病院丸山線を新設した。

### 定期観光バス
1990年代頃までは、豊橋駅発着の定期観光バスも運行していた。
- 三河湾周遊コース[1]
  - 午前中に豊橋駅を出て竹島水族館や三ヶ根展望台、さるが島などを巡り夕方に西浦温泉、形原温泉、三谷温泉着。逆に朝に三谷温泉を出て西浦温泉や観光地を巡り午後に豊橋駅へ到着する便もあった。さるが島や三ヶ根には名鉄グループの施設があった。
- そのほか、西浦温泉・三谷温泉から豊川稲荷を経由して豊橋駅へ向かう便、豊橋駅から温泉直行の便もあった[1]。

## 車両

### 貸切車

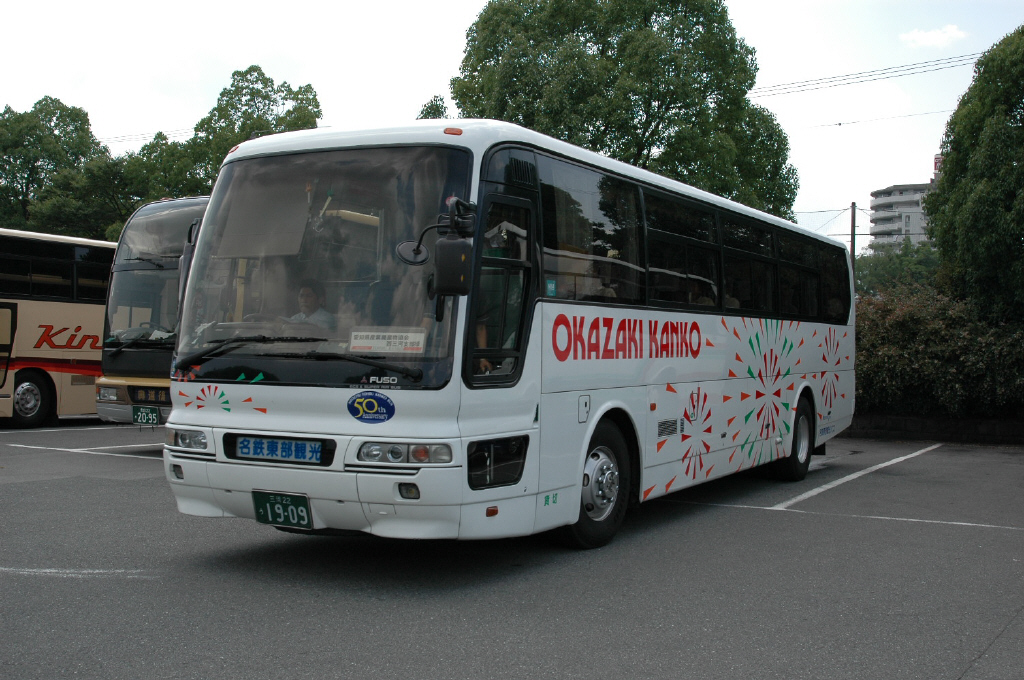
旧岡崎観光の車両

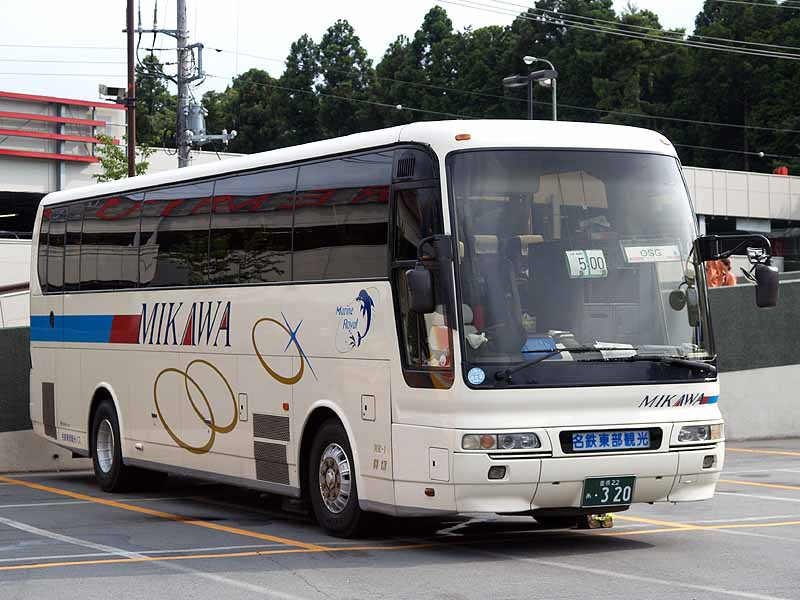
旧三河交通の車両
貸切車「マリンロイヤル」

三菱と結び付きの強い印象のある名鉄バスグループであるが、旧豊田観光がトヨタとの合弁だったこともあり、旧豊田観光にはトヨタグループの日野製の車両の導入があった。その後も岡崎営業所と豊田営業所には日野・セレガが導入されていた。
旧三河交通であった蒲郡営業所は、かつて旧名古屋観光（のちの名古屋観光日急、現・名鉄観光バス）の系列だったため、両社間での車両の交換などがあり、三菱製の車両を導入していた。
蒲郡営業所の併合後に、3営業所間で車両が交換された。

#### カラーリング
旧・岡崎観光自動車では、現採用色である白地に花火をモチーフにしたカラーに「OKAZAKI KANKO」とオレンジの丸文字で書かれていた。
旧・三河交通では、クリーム色に「MIKAWA」の斜体文字のロゴが水色と赤色のラインの前に入っている。このカラーは旧・名古屋観光の車両とラインカラー（名古屋観光はラインが金色）と文字（名古屋観光「NAGOYA」）以外は共通していた。このカラーの車両は新カラーに塗り替えられることなく、しばらくそのまま使用されていた。その後、岡崎・蒲郡営業所ともに統一され、蒲郡営業所の併合後の新造車より、旧岡崎観光のカラーであった白地に花火をモチーフにしたカラーリングを採用した。
豊田営業所の車両は、白と赤の独自のカラーを採用し続け、後輪の後ろに「名鉄東部観光バス（豊田）」の名称を掲げていた。

### 路線車
サンライズバス・ふれんどバス共に、三菱製の車両を使用していた。
サンライズバスとして運営されていた時代には中古車の導入も行われており、名鉄からの引き継ぎ車とは別に、川崎市交通局や日本交通などからの移籍車も在籍した。

#### カラーリング
サンライズバス（のちの三河交通）は、日の出をモチーフとした塗色であった。
名鉄東部観光バスへの統合後に導入された車両は、観光バスに準じて旧岡崎観光バスのカラーである白地に花火をモチーフにしたカラーリングを採用していた。三河交通時代に導入されたノンステップバスも同様のカラーリングに変更された。
名鉄バス受託路線の車両は、名鉄バスの車両をそのまま使用していた。